# Desfangado
El desfangado es un proceso de limpieza de mostos previo a la fermentación alcohólica en las vinificaciones de vinos blancos y rosados. Tradicionalmente, desfangado se asociaba a la limpieza de los mostos por decantación estática en depósitos, pero actualmente el término abarca a otras técnicas más modernas de limpieza de mostos, como son la centrifugación, filtración a vacío y la flotación.
Los desfangados de mostos son una práctica muy habitual en las elaboraciones de vinos blancos, ya que eliminan gran parte de las sustancias que enturbian los mostos recién extraídos, evitando la formación de aromas indeseados y la obtención de vinos muy turbios que posteriormente son más dificultosos en su limpieza.